# Iglesias (Itália)
Iglesias é uma comuna italiana da região da Sardenha, província da Sardenha do Sul, com cerca de 29.075 habitantes. Estende-se por uma área de 207 km², tendo uma densidade populacional de 140 hab/km². Faz fronteira com Buggerru, Carbonia, Domusnovas, Fluminimaggiore, Gonnesa, Musei, Narcao, Siliqua, Vallermosa, Villacidro, Villamassargia.

## Demografia
| Variação demográfica do município entre 1861 e 2011                               |
|                                                                                   |
| Fonte: Istituto Nazionale di Statistica (ISTAT) - Elaboração gráfica da Wikipedia |

## Cidades-irmãs
- Oberhausen, 2002 Alemanha;
- Pisa, 2002 Itália;